# Zwergnattern
Die Zwergnattern (Eirenis)  bilden eine Gattung der Schlangen aus der Familie der Nattern, genauer, der Unterfamilie der Land- und Baumnattern. Im Vergleich zu anderen nahe verwandten Schlangen der Gattungen Dolichophis und Hierophis sind sie deutlich kleiner und haben weniger Schuppen.

## Merkmale
Die Zwergnattern sind kleine Nattern, deren Körperlänge meist weit unter 75 Zentimetern liegt. Sie haben runde Pupillen, relativ kleine Augen und breite Kopfschilde. Die Nasale ist nicht geteilt, eine Subokulare ist nicht vorhanden. Eirenis haben auf Höhe der Körpermitte nur 15 oder 17 Rückenschuppenreihen und unter 100 Schwanzschuppen (Scutum caudale). Zwergnattern besitzen keine Giftzähne, sind also aglyph.
Ähnlichkeiten mit Hierophis und Dolichophis bestehen in der Morphologie des Hemipenises sowie beim Aussehen der Jungtiere. Diese Zornnattern haben dagegen ein Präsubokular.

## Innere Systematik
Innerhalb der Gattung Eirenis werden vier Untergattungen unterschieden: Eirenis, Pseudocyclophis, Eoseirenis sowie Pediophis. Insgesamt werden 23 Arten zu den Zwergnattern gezählt. Die Typusart ist Eirenis modestus.

### UntergattungEirenis
Diese Untergattung beinhaltet die relativ ursprüngliche Zwergnattern mit weniger Verzwergungsmerkmalen. Die Körpergrößen von erwachsenen Tieren liegen zwischen 55 und 65 Zentimeter. Sie haben 6 Temporale, 17, sehr selten 19 Rückenschuppenreihen und weniger als 200 Bauchschuppen. Außerdem gibt es Individuen, bei denen die Nasalia halb geteilt sind.
- Eirenis aurolineatus (Venzmer, 1919)
- Kopfbinden-Zwergnatter (Eirenis modestus (Martin, 1838))

### UntergattungEoseirenis
Diese Untergattung beinhaltet nur eine Art, Eirenis decemlineatus (Duméril, Bibron & Duméril, 1854), die unter allen Zwergnattern die geringsten Verzwergungsmerkmalen aufweist. Erwachsene Tiere werden bis zu 75 Zentimeter lang und haben im Vergleich große Augen. Sie haben 6 Temporale, 17 Rückenschuppenreihen und weniger als 200 Bauchschuppen.

### UntergattungPediophis
Diese Untergattung beinhaltet die meisten Zwergnattern mit unterschiedlich stark ausgeprägten Verzwergungsmerkmalen. Die Körpergrößen von erwachsenen Tieren liegen zwischen 30 und 60 Zentimeter. Sie haben 4 oder 6 Temporale, 17 oder 19 Rückenschuppenreihen und weniger als 200 Bauchschuppen.
- Eirenis africanus (Boulenger, 1914)
- Eirenis barani Schmidtler, 1988
- Halsband-Zwergnatter (Eirenis collaris) (Ménétries, 1832)
- Eirenis coronella (Schlegel, 1837)
- Eirenis coronelloides (Jan, 1862)
- Eirenis eiselti Schmidtler & Schmidtler, 1978
- Eirenis hakkariensis Schmidtler & Eiselt, 1991
- Eirenis levantinus Schmidtler, 1993
- Eirenis lineomaculatus Schmidt, 1939
- Eirenis medus (Chernov, 1940)
- Armenische Zwergnatter (Eirenis punctatolineatus) (Boettger, 1892)
- Eirenis rechingeri Eiselt, 1971
- Eirenis rothii Jan, 1863
- Eirenis thospitis Schmidtler & Lanza, 1990

### UntergattungPseudocyclophis
Diese Untergattung beinhaltet folgende Arten:
- Eirenis persicus (Anderson, 1872)
- Eirenis nigrofasciatus (Nikolsky, 1907)
- Eirenis occidentalis Rajabizadeh, Nagy, Adriaens, Avci, Masroor, Schmidtler, Nazarov, Esmaeili & Christiaens, 2015

Eirenis persicus weist sehr starke Verzwergungsmerkmale auf. Erwachsene Tiere werden bis zu 45 Zentimeter lang. Sie haben 4 Temporale, 15 Rückenschuppenreihen aber meist mehr als 200 Bauchschuppen.

### Weitere Arten
- Eirenis kermanensis Rajabizadeh, Schmidtler, Orlov & Soleimani, 2012
- Eirenis rafsanjanicus Akbarpour, Rastegar-Pouyani, Fathinia & Rastegar-Pouyani, 2020
- Eirenis yassujicus Fathinia, Rastegar-Pouyani & Shafaeipour, 2019

## Äußere Systematik
Die Gattung Hierophis schließt die Gattung der Zwergnattern (Eirenis) mit ein, ist demnach also paraphyletisch. Das folgende Diagramm zeigt die verwandtschaftlichen Beziehung auf Basis der Untersuchungen von Nagy et al. 2004, weshalb die Andreas-Zornnatter, die nicht Teil der genetischen Untersuchung war, fehlt.:
|  | H. gemonensis   |
|  |                 |
|  | H. viridiflavus |
|  |                 |

|  | H. spinalis |
|  |             |
|  | Eirenis     |
|  |             |

|  | H. gemonensis   |
|  |                 |
|  | H. viridiflavus |
|  |                 |

|  | H. spinalis |
|  |             |
|  | Eirenis     |
|  |             |

|  | H. gemonensis   |
|  |                 |
|  | H. viridiflavus |
|  |                 |

|  | H. spinalis |
|  |             |
|  | Eirenis     |
|  |             |

|  | H. gemonensis   |
|  |                 |
|  | H. viridiflavus |
|  |                 |

|  | H. spinalis |
|  |             |
|  | Eirenis     |
|  |             |

## Verbreitung
Das Verbreitungsgebiet der Schlangen der Gattung Eirenis zieht sich von der Türkei im Westen über Georgien und Dagestan im Norden bis in den Osten nach Turkmenistan, Pakistan und Afghanistan und umfasst die arabische Halbinsel. Nur Eirenis africana lebt jenseits des Roten Meeres zwischen dem Sudan und Dschibuti.
Eirenis coronella ist die einzige Zwergnatter, die in der arabischen Wüste lebt.

## Lebensweise
Während die nahe verwandten Zornnattern groß und schnell sind und Eidechsen sowie Nager jagen, leben die meisten Zwergnattern versteckt und sind dämmerungsaktiv. Ihre Nahrung besteht aus Gliederfüßern. Diese Umstellung der Lebensweise hat möglicherweise die Verzwergung ergeben.